# Charles Trevelyan
Sir Charles Edward Trevelyan, 1er Baronet (2 de abril de 1807 - 19 de junio de 1886) fue un funcionario y administrador colonial británico. De joven, trabajó con el gobierno colonial en Calcuta en la India. En 1840 regresó a Gran Bretaña y ocupó el cargo de Subsecretario del Tesoro. Durante este tiempo fue responsable de facilitar la respuesta del gobierno a la Gran Hambruna irlandesa. A finales de la década de 1850 y en la de 1860 desempeñó cargos de alto nivel dentro de la función pública británica. Trevelyan desempeñó un papel decisivo en el proceso de reforma de la Administración Pública británica en la década de 1850.
Trevelyan es recordado sobre todo por el controvertido papel que desempeñó en la respuesta del gobierno británico a la plaga de la patata en Irlanda y la subsiguiente Gran Hambruna de la década de 1840. Durante el apogeo de la hambruna, Trevelyan se negó a desembolsar ayuda alimentaria y monetaria directa del gobierno británico a los irlandeses, medida que justificó basándose en argumentos malthusianos de laissez-faire y la mano invisible del mercado. Esos mismos argumentos no le impedirían socorrer a los escoceses durante la hambruna de la patata en las Highlands (1846-1857). Como resultado de sus acciones, la hambruna irlandesa, que Trevelyan llegó a describir como un "mecanismo eficaz para controlar la población," se agravó considerablemente, causando miles de muertos. Trevelyan desplegó opiniones muy despectivas sobre los irlandeses tanto en privado como en público, llegando a afirmar que "el juicio de Dios ha enviado esta calamidad para dar una lección a los irlandeses".

## Biografía

### Orígenes
Trevelyan era descendiente de una antigua familia de Cornualles. Nació en Taunton, Somerset, hijo de George Trevelyan, entonces clérigo de Cornualles, más tarde archidiácono de Taunton, 3.º hijo de Sir John Trevelyan de Nettlecombe Court en el condado Somerset. Su madre fue Harriet Neave, una hija de Sir Richard Neave, gobernador del Banco de Inglaterra. Gran parte de la fortuna familiar procedía de la tenencia de esclavos en Granada.

### Educación
Se educó en la Blundell's School de Devon, en la Charterhouse School y después en el East India Company College de Haileybury, en Hertfordshire. R.A.C. Balfour afirmó que "sus primeros años de vida se vieron influidos por la pertenencia de sus padres a la Secta de Clapham, un grupo de familias educadas que destacaban tanto por su severidad de principios como por su ferviente evangelismo".Trevelyan estudió al economista Thomas Malthus en Haileybury. Su rígida adhesión a la teoría malthusiana de la población durante la hambruna irlandesa se atribuye a menudo a esta tutela formativa.

### India
Trevelyan ingresó en la administración pública de Compañía Británica de las Indias Orientales de Bengala como escritor en 1826, habiendo demostrado desde muy joven un gran dominio de las lenguas y dialectos asiáticos. El 4 de enero de 1827, Trevelyan fue nombrado ayudante de Sir Charles Metcalfe, comisario en Delhi, donde, durante una residencia de cuatro años, se le confió la dirección de varias misiones importantes. Durante algún tiempo actuó como tutor del joven Madhu Singh, el Rajah de Bhurtpore. También trabajó para mejorar las condiciones de la población nativa. Abolió los derechos de tránsito que durante tanto tiempo habían limitado el comercio interior de la India. Por estos y otros servicios, recibió el agradecimiento especial del gobernador general en el consejo supremo de la India. Antes de abandonar Delhi, donó fondos personales para la construcción de una amplia calle a través de un nuevo suburbio de Delhi, entonces en construcción, que a partir de entonces se conoció como Trevelyanpur.
En 1831 se trasladó a Calcuta y fue nombrado subsecretario del gobierno en el departamento político. Trevelyan puso especial celo en la causa de la educación, y en 1835, debido en gran parte a su persistencia, el gobierno se decidió a favor de la promulgación de la literatura y la ciencia europeas entre los indios. Trevelyan publicó en 1838 un informe sobre los esfuerzos del gobierno, titulado "Sobre la educación del pueblo de la India". En abril de 1836 fue nombrado secretario de la junta de ingresos de Sudder, cargo que ocupó hasta su regreso en enero de 1838.

### Papel en la hambruna irlandesa
El 21 de enero de 1840 asumió el cargo de subsecretario del departamento del Tesoro en Londres, y desempeñó las funciones de dicho cargo durante diecinueve años. Como tal, estuvo a cargo de administrar las obras de socorro de 1845-47 durante la Gran Hambruna Irlandesa. En total, se calcula con fiabilidad que cerca de un millón de personas murieron en Irlanda de hambre y enfermedades epidémicas entre 1846 y 1851, y que unos dos millones emigraron en un periodo de poco más de una década (1845-55). El 27 de abril de 1848, Trevelyan fue nombrado caballero de la orden del Baño en recompensa por sus servicios.
La Gran Hambruna de Irlanda comenzó por la expansión de una plaga de hongos que destruyó los cultivos de patatas en Irlanda y buena parte de Europa. Aunque Irlanda era técnicamente autosuficiente y producía suficiente grano, avena y otros alimentos para alimentar a su población, la inmensa mayoría de las tierras de cultivo en la isla estaba en manos de terratenientes protestantes (a menudo residentes en Gran Bretaña) que dedicaban el producto de sus tierras a la exportación; los agricultores irlandeses, en su mayor parte aparceros, trabajaban dichas tierras, y para su propia alimentación dependían de pequeñas parcelas privadas donde plantaban casi exclusivamente patata. La hambruna, aunque causada por la destrucción de las cosechas de patatas, vio sus efectos agravados por las acciones e inacciones del gobierno Whig, encabezado por Lord John Russell en los años cruciales de 1846 a 1852.
Las acciones de Trevelyan durante la gran hambruna exacerbaron la misma, y condujeron a la muerte de cerca de un millón irlandeses, y abocaron a la emigración a varios millones más.Esta opción, la emigración, fue favorecida por el propio Trevelyan, quien creía firmemente que la hambruna era una crisis malthusiana que sólo podía solucionarse con un descenso de la población irlandesa.

#### La ley de tasas laborales de 1846
El comienzo de la Gran Hambruna, en 1845, coincidió con la etapa final del gobierno conservador de Robert Peel en Gran Bretaña, quien había iniciado una serie de Programas de Socorro destinados a socorrer a los irlandeses por medio de medidas librecambistas destinadas a limitar la exportación de alimentos desde Irlanda, favorecer la importación de grano desde Gran Bretaña, y un programa de obras públicas con el que emplear a muchos jornaleros y aparceros arruinados. Al llegar al poder en verano de 1846, el nuevo gobierno whig de Lord Russell puso a Trevelyan a cargo de la respuesta a la hambruna, y le dio amplios poderes para coordinar la respuesta y ejecutar acciones, a sabiendas de que Trevelyan consideraba las medidas de Robert Peel como excesivamente onerosas para el tesoro británico, y contrarias a los principios del laissez-faire y de los intereses de los ingleses.Aunque no ocupaba un cargo político, como secretario del Tesoro puesto a cargo de coordinar la ayuda a Irlanda y alineado con las opiniones moralistas y librecambistas del gobierno whig, Trevelyan tuvo una influencia considerable sobre las decisiones del Parlamento, especialmente los planes para el esfuerzo de socorro en Irlanda.
Nada más ser puesto a cargo de coordinar la respuesta a la hambruna en el verano de 1846, Trevelyan ordenó la clausura de los Programas de Socorro de Peel, que habían estado funcionando el primer año de la hambruna,evitando que los grandes cargamentos de grano llegaran a Irlanda desde Liverpool. Trevelyan creía que si el socorro continuaba mientras se desarrollaba una nueva crisis alimentaria, los irlandeses pobres se condicionarían permanentemente a que el Estado se ocupara de ellos, mientras que los terratenientes irlandeses no asumirían nunca su responsabilidad.
Tras el fin de los Programas de Socorro, el gobierno instituyó la Ley de Tasas Laborales de 1846, que proporcionaba ayuda sólo a las zonas más gravemente afectadas por la hambruna. Esta Ley de Tasas Laborales, ideada en gran medida por el propio Trevelyan, instituía comedores sociales abiertos sólo a aquellos dispuestos a convertirse al protestantismo, y un programa de obras públicas (principalmente construcción de carreteras) para emplear, a cambio de alimentos, a campesinos de las zonas más afectadas por la hambruna. Fue apodado como "el eje de las operaciones de socorro".
Como era la intención de Trevelyan,el nuevo programa de tardó en aplicarse, permitiendo al gobierno británico gastar lo mínimo posible en alimentar a los irlandeses. Trevelyan creía que los agricultores irlandeses deberían haber visto el retraso en el comienzo del programa de obras públicas   como un acontecimiento feliz, con el que aprovechar lo que él llamaba el "tiempo de respiro" para cosechar sus propios cultivos y llevar a cabo trabajos de jornaleros para los grandes terratenientes. Pero el regreso de la plaga había privado a los trabajadores de cualquier cultivo que cosechar y a los terratenientes de trabajos agrícolas para los que contratar jornaleros, con lo que el retraso en la implantación de las muy limitadas medidas de socorro sólo agravó la hambruna. Arruinados y sin posibilidad de cosechar patatas, muchos aparceros se vieron expulsados de sus tierras por los terratenientes, causando una crisis de desalojos masivos y éxodos rurales sin precedentes. Trevelyan, interpretando esto como una crisis malthusiana que sólo podía ser resuelta con un descenso demográfico, con lo que no sólo decidió no intervenir para evitarlo, sino que favoreció la emigración forzosa de cientos de miles de familias irlandesas a Estados Unidos, Canadá, América del Sur, o las colonias penales de Australia.

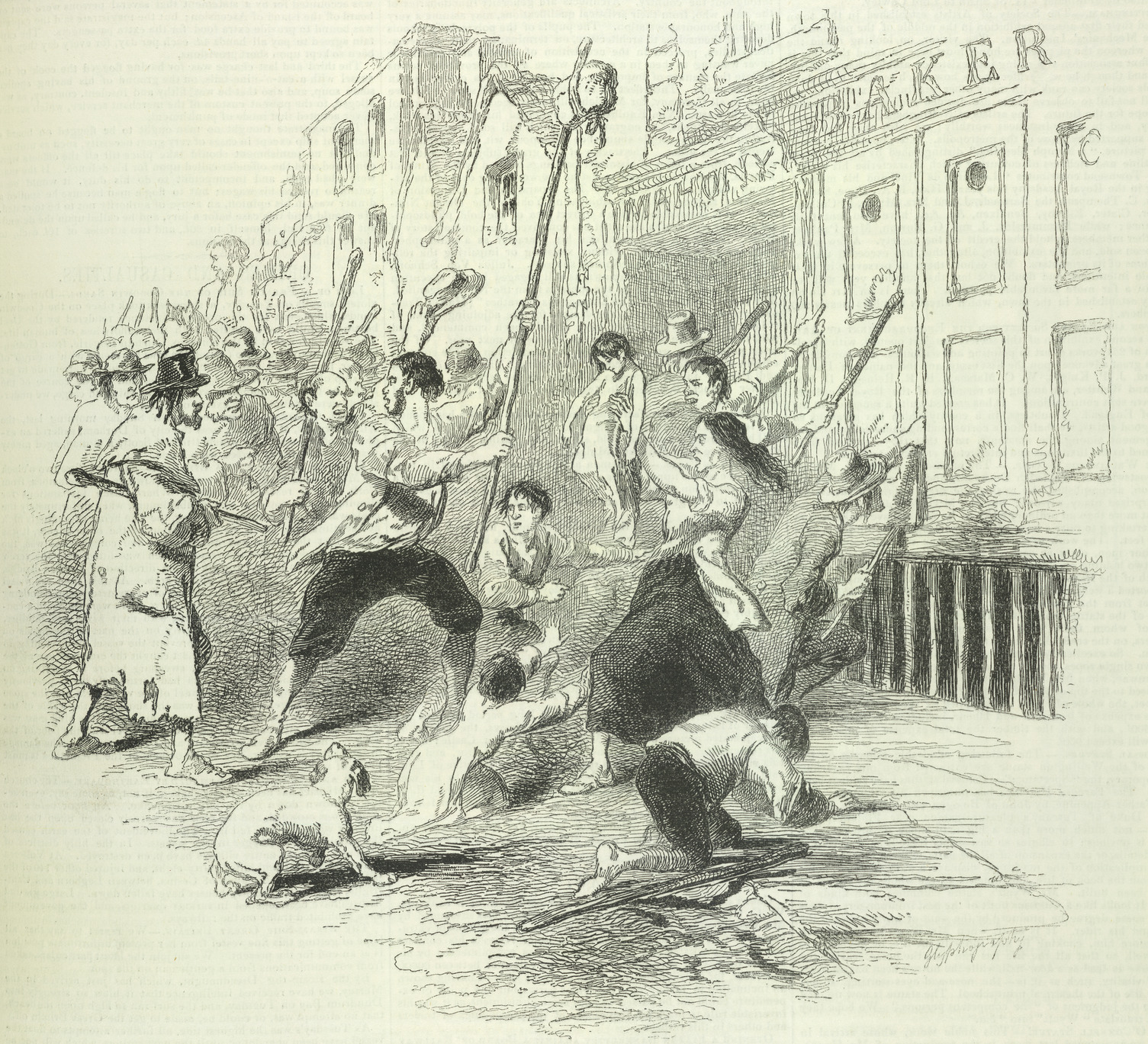
Durante los disturbios de Dungarvan, los participantes intentan entrar en una panadería; los pobres no podían permitirse comprar la comida que había disponible. (The Pictorial Times, 1846).

En 1846, más del noventa por ciento de la cosecha de patatas había sido destruida por la plaga,y las grandes cosechas de avena y cereales no se vieron afectadas; si esas cosechas se hubieran distribuido al pueblo irlandés en lugar de exportarse, se podría haber evitado la hambruna masiva, pero Trevelyan rechazó todo intento de limitar la exportación de avena y cereales cultivados desde Irlanda pese a los disturbios que se produjeron en puertos como Youghal, cerca de Cork, donde se intentó sin éxito confiscar un barco cargado de avena, y en Dungarvan, en el condado de Waterford, donde las tropas británicas recibieron pedradas mientras disparaban a la multitud, matando al menos a dos personas e hiriendo a varias más. En vez de limitar dichas exportaciones y facilitar una bajada del precio del grano en Irlanda, Trevelyan proporcionó escolta naval británica a las embarcaciones.
Para agravar aún más si cabe la situación, el gobierno whig rechazó toda oferta de ayuda extranjera, y Trevelyan fue instrumental en bloquear la llegada de cargamentos de ayuda desde Estados Unidos o el Imperio Otomano, que al llegar a Irlanda se encontraban sin posibilidad de ser descargados en sus puertos, siguiendo instrucciones dadas por el propio Trevelyan.

#### Prejuicios anti-irlandeses
Muchos miembros de las clases alta británicas creían que la hambruna era una sentencia divina, un acto de la Providencia. Uno de los principales exponentes de la perspectiva providencialista fue Trevelyan, principal responsable de la administración de la política de ayuda irlandesa durante los años de la hambruna. En su libro La crisis irlandesa, publicado en 1848, Trevelyan describió la hambruna como "un golpe directo de una Providencia omnisapiente y misericordiosa", que puso al descubierto "la raíz profunda e inveterada del mal social". La hambruna, declaró, era "el agudo pero eficaz remedio mediante el cual es probable que se efectúe la cura... Dios quiera que la generación a la que se le ha ofrecido esta gran oportunidad pueda cumplir correctamente su parte..." Esta mentalidad de Trevelyan influyó para que el gobierno no hiciera nada para frenar la hambruna ni los desalojos masivos de agricultores arruinados.
Trevelyan expresó opiniones llenas de prejuicios y marcadamente anti-irlandesas en cartas ese año a Lord Monteagle, en las que argumentó que la hambruna era un "mecanismo eficaz para reducir el exceso de población", y que la hambruna era "un castigo de Dios para un país ocioso, desagradecido y rebelde; un pueblo indolente y poco autosuficiente. Los irlandeses están sufriendo una aflicción de la divina providencia." De los agricultores irlandeses afirmó que:

El pequeño agricultor irlandés vive en un estado de aislamiento cuyo tipo hay que buscar en las islas del Mar del Sur, más que en las grandes comunidades civilizadas del mundo antiguo. Una quincena para plantar, una semana o diez días para cavar, y otra quincena para cortar el césped, bastan para su subsistencia; y durante el resto del año está libre para seguir sus propias inclinaciones, sin siquiera la salvaguardia de los gustos intelectuales y los legítimos objetos de ambición que sólo imperfectamente obvian los males del ocio en los rangos superiores de la sociedad.

Además, en un artículo en The Times afirmó que "el verdadero mal con el que tenemos que luchar no es el mal físico de la hambruna, sino la mala moral, el carácter egoísta, perverso y turbulento de la gente".
Pese a las alarmantes cifras de fallecidos, en su carta del 9 de octubre de 1846 a Lord Monteagle, Trevelyan afirmó que "los establecimientos del gobierno se esfuerzan al máximo para aliviar esta gran calamidad y evitar este peligro", ya que estaba dentro de su poder hacerlo. Trevelyan alababa al gobierno y denunciaba a la alta burguesía y los terratenientes irlandeses en su carta, culpándoles de la hambruna. Creía que los terratenientes irlandeses eran los responsables de alimentar a los jornaleros y aumentar la productividad de la tierra, y que en vez de eso administraban sus propiedades desde Gran Bretaña sin interesarse por mejorar sus tierras. The Times estaba de acuerdo con Trevelyan, culpando a la alta burguesía por no instruir a sus administradores para mejorar sus fincas y no plantar otros cultivos que no fueran la patata. En su carta a Lord Monteagle, Trevelyan identificaba a la alta burguesía con la "parte defectuosa del carácter nacional" y les reprendía por esperar que el gobierno lo arreglara todo, "como si ellos mismos no tuvieran nada que hacer en esta gran crisis". Al culpar de la hambruna a los grandes terratenientes, Trevelyan justificaba las acciones –o la inacción– del gobierno británico. Por supuesto, esos mismos terratenientes cultivaban avena y cereales, así como carne, que se exportaba a Inglaterra por toneladas bajo vigilancia armada.

#### Hambruna en Escocia
La plaga de la patata acabó por extenderse también a las Highlands de Escocia en 1846, causando la misma miseria y muertes. Sin embargo, la respuesta de Trevelyan en este caso fue marcadamente diferente: en vez de invocar el laissez-faire y el malthusianismo, Trevelyan no dudó en extender todo tipo de ayudas a los escoceses, organizando el envío y reparto de alimentos. En una carta dirigida a las autoridades escocesas fechada el 29 de abril de 1846, Trevelyan escribió:
Nuestras medidas deben proceder con la menor perturbación posible del curso ordinario del comercio privado, que debe ser siempre el principal recurso para la subsistencia del pueblo, pero, coûte que coûte (cueste lo que cueste), no se debe permitir que el pueblo, bajo ninguna circunstancia, muera de hambre.
Los escoceses recibieron de esta forma numerosas medidas de socorro, entre otras la distribución gratuita de alimentos. En 1851, en respuesta a esa crisis, Trevelyan y Sir John McNeill fundaron la Sociedad de las Highlands para la Emigración, que desde 1851 hasta su disolución en 1858 patrocinó la emigración de unos 5.000 escoceses a Australia, agravando así la devastación de los desplazamientos forzados de población de las Highlands.

### Reforma de la Administración Pública
En 1853, Trevelyan propuso la organización de un nuevo sistema de contratación de personal en la función pública gubernamental. El Informe Northcote-Trevelyan, firmado por él mismo y Sir Stafford Northcote en noviembre de 1853, titulado La organización de la función pública permanente, sentaba las bases para garantizar la admisión de personas cualificadas y con estudios en puestos que habían estado dominados por miembros de familias aristocráticas e influyentes que se beneficiaban de redes personales. Se pretendía que fuera un sistema de méritos.

### Vuelta a la India
En 1858, Lord Harris renunció al cargo de gobernador de la presidencia de Madrás, y se le ofreció a Trevelyan el nombramiento. Tras mantener su conocimiento de los asuntos orientales prestando gran atención a todos los temas que afectaban al interés de la India, asumió sus funciones como gobernador de Madrás en la primavera de 1859. Pronto se hizo popular en la presidencia. Se llevó a cabo una evaluación de la administración de Madrás, se organizó un sistema policial en todas las partes y, contrariamente a las tradiciones de la Compañía de las Indias Orientales, se vendieron tierras a cualquiera que deseara comprarlas. Estas y otras reformas introducidas o desarrolladas por Trevelyan se ganaron la gratitud y la estima de la población de Madrás.

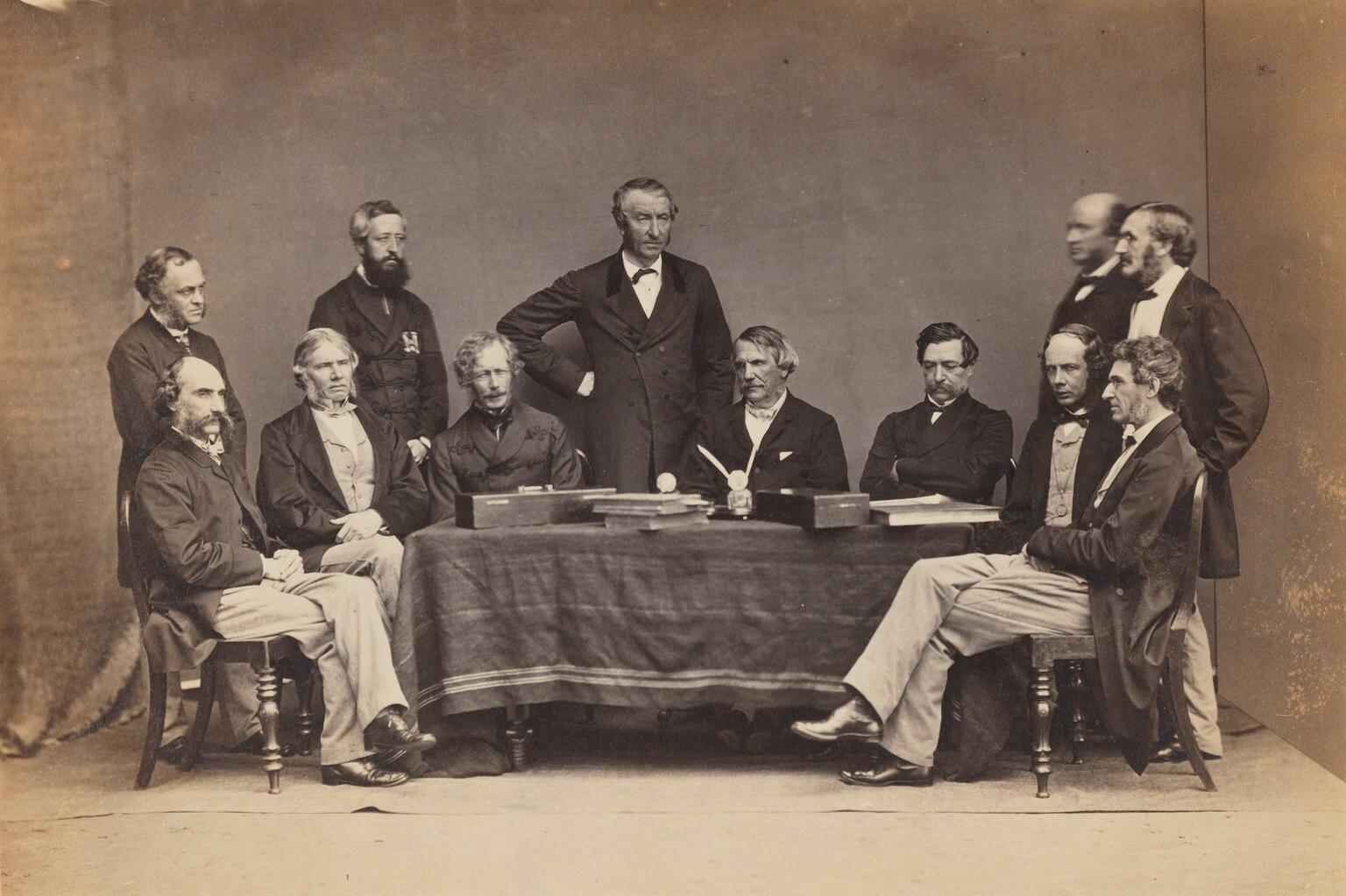
Charles Trevelyan, sentando el segundo por la izquierda, con John Lawrence, virrey de la India, y otros miembros del consejo supremo de la India en 1864.

Todo fue bien hasta febrero de 1860, cuando Trevelyan filtró a la opinión pública su oposición a las medidas económicas del gobierno británico. Hacia finales de 1859, James Wilson había sido nombrado miembro financiero del consejo legislativo de la India. A principios del nuevo año, Wilson propuso un plan de recortes y subidas impuestos con el que esperaba mejorar la posición financiera de la administración británica: su plan fue presentado en Calcuta, la sede del gobierno, el 18 de febrero, y transmitido a Madrás. Trevelyan, poco favorable a hacer recortes que interpretaba como contrarios a sus planes para Madrás, se opuso a los mismos. El 4 de marzo, hizo enviar un telegrama abierto a Calcuta que contenía una opinión adversa de esta propuesta por parte del gobernador y el consejo de Madrás. El 9 de marzo, Wilson envió una carta a Madrás indicando la objeción del gobierno central a la transmisión de tal mensaje en un telegrama abierto en un momento en que el sentimiento nativo no podía considerarse estable. Al mismo tiempo, se prohibió al representante del gobierno de Madrás en el consejo legislativo de la India seguir las instrucciones de sus superiores (Trevelyan) para exponer sus puntos de vista y abogar en su nombre. El 21 de marzo, el gobierno envió otro telegrama a Madrás declarando que el proyecto de ley sería presentado y remitido a un comité que debía informar en cinco semanas. El 26 de marzo, Trevelyan hizo que se registraran las opiniones adversas del propio Trevelyan y su consejo contra las medidas económicas de Wilson y, bajo la autoridad de Trevelyan, el documento fue filtrado a la prensa.
Esto constituía una violación directa por parte de Trevelyan de las instrucciones dadas por el consejo supremo de la India, que le había requerido no emplear canales públicos, y una clara deslealtad hacia sus superiores. A la llegada de esta información a Gran Bretaña, Trevelyan fue inmediatamente destituido de su cargo de gobernador. Esta decisión provocó un gran debate tanto dentro como fuera del Parlamento. Defendiendo la destitución de Trevelyan, en su declaración ante en el Parlamento al respecto el primer ministro Lord Palmerston dijo:

Indudablemente, [este hecho] expresa una fuerte censura sobre la conducta pública de Sir Charles Trevelyan. Sin embargo, Sir Charles Trevelyan cuenta también con suficientes méritos, inherentes a su carácter, como para que éste no se vea nublado ni ensombrecido por este simple acto, y albergo la confianza de que en que en su futura carrera, Trevelyan sea útil al servicio público y se honre a sí mismo.

Sir Charles Wood, el presidente de la Junta de Control, dijo: 

No podría haber un funcionario más honesto, celoso, recto e independiente. Fue una pérdida para la India, pero había peligro si se le permitiera permanecer, después de haber adoptado un curso tan subversivo contra toda autoridad, tan temerosamente tendente a poner en peligro a nuestro gobierno, y tan propenso a llevar al pueblo a la insurrección contra la autoridad central y responsable.

En 1862, Trevelyan regresó a la India como ministro de Finanzas. Su mandato estuvo marcado por importantes reformas administrativas y por amplias medidas para el desarrollo de recursos naturales en la India mediante obras públicas. En 1862, Trevelyan encomendó al coronel Douglas Hamilton la comisión itinerante de realizar estudios y dibujos para el Gobierno de todas las altiplanos de montaña del sur de la India susceptibles de convertirse en sanatorios o cuarteles para tropas europeas.
A su regreso a Gran Bretaña en 1865, Trevelyan se dedicó a debatir la cuestión del suministro y contratas para el ejército británico, sobre la que había testificado ante la Comisión real en 1857. Más tarde se relacionó con diversas cuestiones sociales, como las organizaciones benéficas, el pauperismo y similares, y en el tratamiento de las mismas. Fue un acérrimo Liberal, y dio su apoyo a la causa liberal en Northumberland, mientras residía en Wallington Hall en ese condado. Trevelyan murió en el no. 67 de Eaton Square, Londres, el 19 de junio de 1886, a los 79 años.

## Legado y honores
Trevelyan fue nombrado Caballero de la Orden del Baño el 27 de abril de 1848, honor tradicionalmente recibido por los altos cargos de la función pública británica. Tres décadas más tarde, el 2 de marzo de 1874, fue creado primer baronet Trevelyan de Wallington.
Cuando su primo Walter Calverley Trevelyan, 6.º baronet de Nettlecombe, falleció en Wallington el 23 de marzo de 1879, no tenía hijos pese a dos matrimonios. Legó sus propiedades del norte del país a Charles. Un biógrafo de la familia señala que Walter había cambiado su testamento en 1852, impresionado por el hijo de Charles, el joven George Otto Trevelyan, quien había visitado a Walter y a su esposa y habría recibido pistas sobre el testamento secreto. La modesta posición social de la familia se vio repentinamente elevada a una de riqueza y propiedad.
El cambio en el testamento fue una sorpresa para Alfred Trevelyan, que fue avisado al final de una larga carta que detallaba los males del alcohol. Emitió un costoso e infructuoso desafío por el título y la propiedad. El Archivo Trevelyan, que incluye documentos de Trevelyan que abarcan 25 años de su vida personal y su carrera, se conserva en la Biblioteca de la Universidad de Newcastle.

Pese a ser el arquitecto de la mayor reforma de la función pública británica, el legado de Trevelyan se ve ennegrecido por su actuación durante la Gran Hambruna de Irlanda. De él se ha dicho que:
La huella más perdurable de Trevelyan en la historia puede ser el sentimiento racial antiirlandés "casi" genocida que expresó durante su mandato en el crítico puesto de administrar la ayuda a los millones de campesinos irlandeses que sufrían la plaga de la patata como subsecretario del Tesoro (1840-1859) bajo la administración Whig de Lord Russell.
Trevelyan nunca expresó remordimiento por sus comentarios o acciones. Sus defensores afirman que en el problema de la hambruna y su elevada mortalidad influyeron factores más importantes que los propios actos y las creencias de Trevelyan, y tienden a alabar sus dotes y su rectitud:
Su mente era poderosa, su carácter admirablemente escrupuloso y recto, su devoción al deber encomiable, pero tenía una insensibilidad de carácter notable. Como sólo actuaba después de haberse asegurado concienzudamente de que lo que se proponía hacer era ético y estaba justificado, seguía adelante impermeable a otras consideraciones, sostenido pero también cegado por su convicción de hacer el bien.

## Matrimonios y descendencia
Se casó dos veces:
- Primero, el 23 de diciembre de 1834, en la India, con Hannah More Macaulay (fallecida el 5 de agosto de 1873), hermana de Lord Macaulay, entonces miembro del consejo supremo de la India y uno de sus amigos más íntimos. De su primera esposa tuvo un hijo y heredero:
  - Sir George Otto Trevelyan, 2.º Baronet (1838-1928), estadista.
- En segundo lugar, el 14 de octubre de 1875 se casó con Eleanor Anne Campbell, hija de Walter Campbell de Islay en Escocia.

## Obras escritas
Trevelyan fue el autor de varios libros, panfletos, y estudios etnográficos, entre los que se encuentran:
- ''The Application of the Roman Alphabet to all the Oriental Languages,'' 1834; 3rd ed. 1858.
- ''A Report upon the Inland Customs and Town Duties of the Bengal Presidency,'' (Informe sobre las aduanas interiores y tasas locales de la presidencia de Bengala), 1834.
- ''The Irish Crisis,'' (La crisis irlandesa) 1848; 2nd ed. 1880.
- ''The Army Purchase Question and Report and Evidence of the Royal Commission considered,'' 1858.
- ''The Purchase System in the British Army,'' 1867; 2nd ed. 1867.
- ''The British Army in 1868,'' 1868; 4th ed. 1868.
- ''A Standing or a Popular Army,'' (Un ejército popular o profesional) 1869.
- ''Three Letters on the Devonshire Labourer,'' (Tres cartas de un jornalero de Devonshire) 1869.
- ''From Pesth to Brindisi, being Notes of a Tour,'' (De Pesth a Brindisi, notas de un tour) 1871; 2nd ed. 1876.
- ''The Compromise offered by Canada in reference to the reprinting of English Books,'' 1872.
- ''Christianity and Hinduism contrasted,'' (Cristianismo e Hinduismo contrastados) 1882.

Considerado como un experto en la India, Trevelyan solía escribir artículos en The Times bajo el pseudónimo de  ''Indophilus,'' que fueron recopiladas en ''Additional Notes'' en 1857; 3rd edit. 1858. 